# Elecciones presidenciales de Argentina de 2007
En las elecciones presidenciales de Argentina de 2007 resultó elegida presidenta de la Nación en primera vuelta la peronista Cristina Fernández de Kirchner, del Frente para la Victoria, acompañada como vicepresidente por el radical Julio Cobos, venciendo a la también radical Elisa Carrió de la Coalición Cívica. Fue el segundo mandato consecutivo del kirchnerismo, sucediendo al presidente Néstor Kirchner (2003-2007), quien optó por no postular a la reelección por motivos de salud (Kirchner terminaría falleciendo en 2010). Votó el 76.20% del electorado.
Se aplicaron las reglas electorales de la reforma constitucional de 1994 que estableció el voto directo, la realización de una segunda vuelta si ningún candidato alcanzaba el 45% de los votos, o más de 10 puntos de diferencia si superaba el 40%, el mandato presidencial en cuatro años, con la posibilidad de una sola reelección inmediata.
Fue la primera vez que una mujer fue elegida como presidenta en Argentina y la primera vez en el mundo que los dos candidatos presidenciales más votados fueron mujeres.
Fernández de Kirchner ganó en los 21 de los 24 distritos electorales (Buenos Aires, Catamarca, Chaco, Chubut, Corrientes, Entre Ríos, Formosa, Jujuy, La Pampa, La Rioja, Mendoza, Misiones, Neuquén, Río Negro, San Juan, Salta, Santa Cruz, Santa Fe, Santiago del Estero, Tierra del Fuego, Antártida e Islas del Atlántico Sur y Tucumán), mientras que Lavagna triunfó en Córdoba, Carrió en Capital Federal y Rodríguez Saá en San Luis.

## Antecedentes
La Crisis de diciembre de 2001, que culminó en una masacre con decenas de muertos y el default de la deuda externa, había producido un descalabro generalizado, que puso a la Argentina en riesgo de disolución y guerra civil. La pobreza se elevó en 2002 al 56 %, la desocupación orilló el 30 %, niveles nunca alcanzados en la Argentina moderna, la clase media se redujo a la mitad y la marginalidad social se extendió. La política entró en una crisis profunda ("¡Que se vayan todos!"), poniendo fin al bipartidismo peronista-radical.
En esas condiciones se realizaron las elecciones presidenciales de 2003, en las que uno de los tres candidatos peronistas, Néstor Kirchner, del recién creado Frente para la Victoria, salió segundo en la primera vuelta, con apenas el 21 % de los votos contra el expresidente Carlos Saúl Menem, pero debido al apoyo que aquel había recibido de los otros candidatos, Menem optó por bajarse, llegando Kirchner a la primera magistratura con el porcentaje más bajo obtenido por un presidente en la historia argentina. Así se inició lo que luego se conocería como kirchnerismo, identificado también con la letra «K».
En 2007 el gobierno kirchnerista ponía a prueba por primera vez la evaluación de la ciudadanía de su gestión de gobierno. El Frente para la Victoria, construido en torno al Partido Justicialista, había ampliado su composición con partidos provenientes de muy diversas ideologías (socialistas, comunistas, frepasistas, intransigentes, etc.) y sobre todo había incorporado a un amplio sector del radicalismo, conocido como Radicales K, liderados por el gobernador de la provincia de Mendoza, Julio Cobos.
No obstante su gran popularidad, desde 2005 venían dándose rumores de que Kirchner estaba sufriendo graves problemas de salud, poniéndose en duda su opción de ser candidato en 2007. A partir de este punto, empezó a tomar cada vez mayor protagonismo la figura de la entonces Primera Dama, Cristina Fernández, la cual sentó al Kirchnerismo como un movimiento de izquierda cercano al socialismo del siglo XXI, generando numerosas fricciones dentro del gobierno, y finalmente, la sociedad en su conjunto, terminando por imponerse como la carta para suceder al Presidente, quien había tácitamente declinado su reelección.
Del lado de la oposición, la situación era la siguiente:
- El bipartidismo peronista-radical había desaparecido y la Unión Cívica Radical (UCR) había quedado reducido a su mínima expresión histórica en las elecciones de 2003, con apenas un 2% de los votos, y por primera vez en su historia, ni siquiera lograba encontrar un candidato propio;
- Había surgido una alianza, que reunía al Partido Socialista -que un mes antes había ganado la gobernación de la provincia de Santa Fe- y un sector que se había separado del radicalismo, liderado por Elisa Carrió, con importante presencia en la Capital Federal;
- El peronismo disidente con el kirchnerismo y en particular la figura de la Primera Dama, entre los que se encontraba el expresidente Carlos Menem, se había congregado alrededor del expresidente Adolfo Rodríguez Saá y su hermano el gobernador de la provincia de San Luis, Alberto Rodríguez Saá;

## Reglas electorales
Las reglas electorales fundamentales que rigieron la elección presidencial fueron establecidas en el texto constitucional definido a partir de la Reforma constitucional de 1994. Fueron las mismas reglas que en las elecciones de 1995, 1999 y 2003.
Las principales reglas electorales para la elección presidencial fueron:
- Sufragio directo.
- La fórmula presidencial (presidente-vicepresidente) debía elegirse simultáneamente en la misma papeleta.
- Segunda vuelta electoral en caso de que el ganador de la primera vuelta no alcanzara el 45% de los votos, o que superando el 40 % de los votos, tuviera una diferencia con el segundo menor a 10 puntos porcentuales.
- Mandato presidencial de cuatro años, con posibilidad de una sola reelección inmediata.

De manera similar a lo que había sucedido en 1989 con la renuncia anticipada del presidente Alfonsín, la Crisis de diciembre de 2001, produjo un descalabro generalizado que afectó la continuidad de los mandatos presidenciales. El mandato del presidente Fernando de la Rúa debía concluir el 10 de diciembre de 2003. Pero su renuncia (20 de diciembre de 2001) y la de los sucesivos presidentes interinos, Adolfo Rodríguez Saá (30 de diciembre de 2001) y Eduardo Duhalde (25 de mayo de 2003), nuevamente causaron un desfase con los mandatos legislativos que debían renovarse cada 10 de diciembre de los años impares.
Luego de que el presidente Duhalde anunciara anticipadamente su renuncia por Decreto N.º 1399/2002, el Congreso Nacional sancionó la Ley N.º 25 716, modificando la Ley de Acefalía, disponiendo que el vencedor en las elecciones de 2003, completaría primero, a partir del 25 de mayo, el mandato presidencial de cuatro años iniciado el 10 de diciembre de 1999, y a partir del 10 de diciembre de 2003, iniciaría el mandato presidencial para el que fuera elegido ese mismo año. La ley aclaró también que el período presidencial entre el 25 de mayo de 2003 y el 10 de diciembre de 2003 no sería considerado a los fines de una eventual reelección. Por esta razón el período durante el cual gobernó Néstor Kirchner, se extendió cuatro años, seis meses y quince días.

## Candidaturas
Para las elecciones presidenciales del 28 de octubre se presentaron trece candidaturas.

### Frente para la Victoria
| |                                   |
| |                                   |
| Cristina Fernández de Kirchner | Julio Cobos                       |
| para presidenta | para vicepresidente               |
| {{{descripción}}} | {{{descripción}}}                 |
| Senadora nacional por la provincia de Buenos Aires (2005-2007) Primera dama de la Nación Argentina (2003-2007) | Gobernador de Mendoza (2003-2007) |
| Partidos en la alianza: - Partido Justicialista - Confederación Frente Cívico para la Concertación Plural - Partido Conservador Popular - Partido de la Victoria - Frente Grande - Partido Intransigente - Movimiento Libres del Sur - Partido Comunista (Congreso Extraordinario) |                                   |

### Confederación Coalición Cívica
| |                                                           |
| Independiente |                                                           |
| Elisa Carrió | Rubén Giustiniani                                         |
| para presidenta | para vicepresidente                                       |
| {{{descripción}}} | {{{descripción}}}                                         |
| Diputada nacional por la Ciudad de Buenos Aires (2005-2007) | Senador nacional por la Provincia de Santa Fe (2003-2015) |
| Partidos en la alianza: - Afirmación para una República Igualitaria - Partido Socialista - Unión por Todos - Política Abierta para la Integridad Social - Generación para un Encuentro Nacional |                                                           |

### Concertación para Una Nación Avanzada
| |                                                        |
| Independiente |                                                        |
| Roberto Lavagna | Gerardo Morales                                        |
| para presidente | para vicepresidente                                    |
| {{{descripción}}} | {{{descripción}}}                                      |
| Ministro de Economía y Producción de la Nación Argentina (2002-2005) | Senador nacional por la Provincia de Jujuy (2001-2015) |
| Partidos en la alianza: - Unión Cívica Radical - Partido Demócrata Progresista - Partido Nacionalista Constitucional UNIR - Partido Demócrata de Mendoza - Concertación para una Sociedad Justa |                                                        |

### Frente Justicia, Unión y Libertad
| |                                                             |
| |                                                             |
| Alberto Rodríguez Saá                                                                                       | Héctor María Maya                                           |
| para presidente                                                                                             | para vicepresidente                                         |
| {{{descripción}}}                                                                                           | {{{descripción}}}                                           |
| Gobernador de la provincia de San Luis (2003-2011)                                                          | Senador nacional por la provincia de Entre Ríos (1995-2001) |
| Partidos en la alianza: - Unión del Centro Democrático - Acción por la República - Partido Unión y Libertad |                                                             |

### Partido Socialista Auténtico
|                                                             |                     |
| Fernando "Pino" Solanas                                     | Ángel Cadelli       |
| para presidente                                             | para vicepresidente |
| {{{descripción}}}                                           | {{{descripción}}}   |
| Diputado nacional por la ciudad de Buenos Aires (1993-1997) | Ingeniero           |

### Recrear para el Crecimiento
|                             |                                                             |
| Ricardo López Murphy        | Esteban Bullrich                                            |
| para presidente             | para vicepresidente                                         |
| {{{descripción}}}           | {{{descripción}}}                                           |
| Ministro de Economía (2001) | Diputado nacional por la Ciudad de Buenos Aires (2005-2010) |

### El Movimiento de las Provincias Unidas
| |                                                |
| |                                                |
| Jorge Sobisch | Jorge Asís                                     |
| para presidente | para vicepresidente                            |
| {{{descripción}}} | {{{descripción}}}                              |
| Gobernador de la provincia de Neuquén (1999-2007)                                                                      | Embajador de Argentina en Portugal (1997-1999) |
| Partidos en la alianza: - Movimiento de Acción Vecinal - Movimiento por la Dignidad y la Independencia - Unión Popular |                                                |

### Otras candidaturas
Los candidatos restantes no alcanzaron el 1% de los votos en la elección.
|                     |                     |                                    |                     | | |                                                                             |                                                                             |
| Vilma Ripoll        | Héctor Bidonde      | Néstor Pitrola                     | Gabriela Arroyo     | José Montes | Héctor Heberling | Luis Alberto Ammann                                                         | Rogelio de Leonardi                                                         |
| para presidenta     | para vicepresidente | para presidente                    | para vicepresidenta | para presidente | para vicepresidente | para presidente                                                             | para vicepresidente                                                         |
|                     |                     |                                    |                     | | |                                                                             |                                                                             |
| Enfermera           | Actor y director    | Dirigente gremial                  | Dirigente gremial   | Dirigente gremial | Ex-obrero metalúrgico y docente                                                                                                 | Maestro, periodista y escritor                                              | Docente y dirigente gremial                                                 |
| Partido sin alianza | Partido sin alianza | Partido sin alianza                | Partido sin alianza | Partidos que integraban la alianza: - Partido de los Trabajadores Socialistas - Movimiento al Socialismo - Izquierda Socialista | Partidos que integraban la alianza: - Partido de los Trabajadores Socialistas - Movimiento al Socialismo - Izquierda Socialista | Partidos que integraban la alianza: - Partido Comunista - Partido Humanista | Partidos que integraban la alianza: - Partido Comunista - Partido Humanista |
|                     |                     |                                    |                     | | |                                                                             |                                                                             |
| Raúl Castells       | Nina Pelozo         | Gustavo Obeid                      | Héctor Vergara      | Juan Ricardo Mussa | Bernardo Nespral |                                                                             |                                                                             |
| para presidente     | para vicepresidenta | para presidente                    | para vicepresidente | para presidente | para vicepresidente |                                                                             |                                                                             |
|                     |                     |                                    |                     | | |                                                                             |                                                                             |
| Dirigente social    | Piquetera           | Capitán (R) del Ejército Argentino |                     | Empresario | Abogado |                                                                             |                                                                             |
| Partido sin alianza | Partido sin alianza | Partido sin alianza                | Partido sin alianza | Partido sin alianza | Partido sin alianza |                                                                             |                                                                             |

## Boletas
| Provincia           | Kirchner/Cobos | Carrió/Giustiniani | Lavagna/Morales                                            | Rodríguez Saá/Maya                              | Solanas/Cadelli                | López Murphy/Bullrich         | Sobisch/Jorge Asís                   |
| Provincia           | 24 distritos   | 24 distritos       | 24 distritos                                               | 24 distritos                                    | 22 distritos                   | 23 distritos                  | 24 distritos                         |
| ------------------- | -------------- | ------------------ | ---------------------------------------------------------- | ----------------------------------------------- | ------------------------------ | ----------------------------- | ------------------------------------ |
| Buenos Aires        | - FPV          | - Coalición Cívica | - Concertación UNA                                         | - Frente Justicia, Unión y Libertad             | - Partido Socialista Auténtico | - Recrear para el Crecimiento | - MPU - Unión Popular - MAV - MODIN  |
| Capital Federal     | - FPV          | - Coalición Cívica | - Concertación UNA                                         | - Frente Justicia, Unión y Libertad             | - Partido Socialista Auténtico | - Recrear para el Crecimiento | - MPU - Unión Popular - MAV - MODIN  |
| Catamarca           | - FPV          | - Coalición Cívica | - Concertación UNA                                         | - Frente Justicia, Unión y Libertad             | - Partido Socialista Auténtico | - Recrear para el Crecimiento | - MPU - Unión Popular - MAV - MODIN  |
| Chaco               | - FPV          | - Coalición Cívica | - Concertación UNA                                         | - Frente Justicia, Unión y Libertad             | - Partido Socialista Auténtico | - Recrear para el Crecimiento | - MPU - Unión Popular - MAV - MODIN  |
| Chubut              | - FPV          | - Coalición Cívica | - Concertación UNA                                         | - Frente Justicia, Unión y Libertad             | - Partido Socialista Auténtico | - Recrear para el Crecimiento | - MPU - Unión Popular - MAV - MODIN  |
| Córdoba             | - FPV          | - Coalición Cívica | - Concertación UNA                                         | - Frente Justicia, Unión y Libertad             | - Partido Socialista Auténtico | - Recrear para el Crecimiento | - MPU - Unión Popular - MAV - MODIN  |
| Corrientes          | - FPV          | - Coalición Cívica | - Concertación UNA                                         | - Frente Justicia, Unión y Libertad             | - Partido Socialista Auténtico | - Recrear para el Crecimiento | - MPU - Unión Popular - MAV - MODIN  |
| Entre Ríos          | - FPV          | - Coalición Cívica | - Concertación UNA                                         | - Frente Justicia, Unión y Libertad             | - Partido Socialista Auténtico | - Recrear para el Crecimiento | - MPU - Unión Popular - MAV          |
| Formosa             | - FPV          | - Coalición Cívica | - Concertación UNA                                         | - Frente Justicia, Unión y Libertad             | - Partido Socialista Auténtico | - Recrear para el Crecimiento | - MPU - Unión Popular - MAV - MODIN  |
| Jujuy               | - FPV          | - Coalición Cívica | - Concertación UNA                                         | - Frente Justicia, Unión y Libertad             | - Partido Socialista Auténtico | - Recrear para el Crecimiento | - MPU - Unión Popular - MAV - MODIN  |
| La Pampa            | - FPV          | - Coalición Cívica | - Concertación UNA                                         | - Frente Justicia, Unión y Libertad             | - Partido Socialista Auténtico | - Recrear para el Crecimiento | - MPU - Unión Popular - MAV - MODIN  |
| La Rioja            | - FPV          | - Coalición Cívica | - Concertación UNA                                         | - Frente Justicia, Unión y Libertad             | - Partido Socialista Auténtico | —                             | - MPU - Unión Popular                |
| Mendoza             | - FPV          | - Coalición Cívica | - Concertación UNA                                         | - Frente Justicia, Unión y Libertad             | - Partido Socialista Auténtico | - Recrear para el Crecimiento | - MPU - Unión Popular - MAV - MODIN  |
| Misiones            | - FPV          | - Coalición Cívica | - Concertación UNA                                         | - Frente Justicia, Unión y Libertad             | - Partido Socialista Auténtico | - Recrear para el Crecimiento | - MPU - Unión Popular - MAV - MODIN  |
| Neuquén             | - FPV          | - Coalición Cívica | - Concertación UNA                                         | - Frente Justicia, Unión y Libertad             | - Partido Socialista Auténtico | - Recrear para el Crecimiento | - MPU - Unión Popular - MODIN - MIJD |
| Río Negro           | - FPV          | - Coalición Cívica | - Concertación UNA                                         | - Frente Justicia, Unión y Libertad             | - Partido Socialista Auténtico | - Recrear para el Crecimiento | - MPU - Unión Popular - MAV - MODIN  |
| Salta               | - FPV          | - Coalición Cívica | - Concertación UNA                                         | - Frente Justicia, Unión y Libertad             | - Partido Socialista Auténtico | - Recrear para el Crecimiento | - MPU - Unión Popular - MAV - MODIN  |
| San Juan            | - FPV          | - Coalición Cívica | - Concertación UNA                                         | - Frente Justicia, Unión y Libertad             | - Partido Socialista Auténtico | - Recrear para el Crecimiento | - MPU - Unión Popular - MAV - MODIN  |
| San Luis            | - FPV          | - Coalición Cívica | - Concertación UNA                                         | - Frente Justicia, Unión y Libertad             | - Partido Socialista Auténtico | - Recrear para el Crecimiento | - MPU - Unión Popular - MAV - MODIN  |
| Santa Cruz          | - FPV          | - Coalición Cívica | - Concertación UNA                                         | - Frente Justicia, Unión y Libertad             | - Partido Socialista Auténtico | - Recrear para el Crecimiento | - MPU - Unión Popular - MAV - MODIN  |
| Santa Fe            | - FPV          | - Coalición Cívica | - Concertación UNA                                         | - Frente Justicia, Unión y Libertad             | - Partido Socialista Auténtico | - Recrear para el Crecimiento | - MPU - Unión Popular - MAV - MODIN  |
| Santiago del Estero | - FPV          | - Coalición Cívica | - Concertación UNA                                         | - Frente Justicia, Unión y Libertad             | —                              | - Recrear para el Crecimiento | - MPU - Unión Popular - MAV          |
| Tierra del Fuego    | - FPV          | - Coalición Cívica | - Concertación UNA                                         | - Frente Justicia, Unión y Libertad             | —                              | - Recrear para el Crecimiento | - MPU - Unión Popular                |
| Tucumán             | - FPV          | - Coalición Cívica | - Concertación UNA                                         | - Frente Justicia, Unión y Libertad             | - Partido Socialista Auténtico | - Recrear para el Crecimiento | - MPU - Unión Popular - MAV - MODIN  |
|                     |                |                    |                                                            |                                                 |                                |                               |                                      |
| Provincia           | Ripoll/Bidonde | Pitrola/Arroyo     | Montes/Heberling                                           | Ammann/de Leonardi                              | Castells/Pelozo                | Breide Obeid/Vergara          | Mussa/Nespral                        |
| Provincia           | 24 distritos   | 24 distritos       | 24 distritos                                               | 24 distritos                                    | 19 distritos                   | 24 distritos                  | 18 distritos                         |
| Buenos Aires        | - MST          | - Partido Obrero   | - Frente de Izquierda y los Trabajadores por el Socialismo | - Frente Amplio hacia la Unidad Latinoamericana | - MIJD                         | - PPR                         | - Confederación Lealtad Popular      |
| Capital Federal     | - MST          | - Partido Obrero   | - Frente de Izquierda y los Trabajadores por el Socialismo | - Frente Amplio hacia la Unidad Latinoamericana | - MIJD                         | - PPR                         | - Confederación Lealtad Popular      |
| Catamarca           | - MST          | - Partido Obrero   | - Frente de Izquierda y los Trabajadores por el Socialismo | - Frente Amplio hacia la Unidad Latinoamericana | - MIJD                         | - PPR                         | - Confederación Lealtad Popular      |
| Chaco               | - MST          | - Partido Obrero   | - Frente de Izquierda y los Trabajadores por el Socialismo | - Frente Amplio hacia la Unidad Latinoamericana | - MIJD                         | - PPR                         | - Confederación Lealtad Popular      |
| Chubut              | - MST          | - Partido Obrero   | - Frente de Izquierda y los Trabajadores por el Socialismo | - Frente Amplio hacia la Unidad Latinoamericana | - MIJD                         | - PPR                         | - Confederación Lealtad Popular      |
| Córdoba             | - MST          | - Partido Obrero   | - Frente de Izquierda y los Trabajadores por el Socialismo | - Frente Amplio hacia la Unidad Latinoamericana | - MIJD                         | - PPR                         | - Confederación Lealtad Popular      |
| Corrientes          | - MST          | - Partido Obrero   | - Frente de Izquierda y los Trabajadores por el Socialismo | - Frente Amplio hacia la Unidad Latinoamericana | - MIJD                         | - PPR                         | - Confederación Lealtad Popular      |
| Entre Ríos          | - MST          | - Partido Obrero   | - Frente de Izquierda y los Trabajadores por el Socialismo | - Frente Amplio hacia la Unidad Latinoamericana | —                              | - PPR                         | —                                    |
| Formosa             | - MST          | - Partido Obrero   | - Frente de Izquierda y los Trabajadores por el Socialismo | - Frente Amplio hacia la Unidad Latinoamericana | - MIJD                         | - PPR                         | - Confederación Lealtad Popular      |
| Jujuy               | - MST          | - Partido Obrero   | - Frente de Izquierda y los Trabajadores por el Socialismo | - Frente Amplio hacia la Unidad Latinoamericana | - MIJD                         | - PPR                         | - Confederación Lealtad Popular      |
| La Pampa            | - MST          | - Partido Obrero   | - Frente de Izquierda y los Trabajadores por el Socialismo | - Frente Amplio hacia la Unidad Latinoamericana | - MIJD                         | - PPR                         | - Confederación Lealtad Popular      |
| La Rioja            | - MST          | - Partido Obrero   | - Frente de Izquierda y los Trabajadores por el Socialismo | - Frente Amplio hacia la Unidad Latinoamericana | —                              | - PPR                         | —                                    |
| Mendoza             | - MST          | - Partido Obrero   | - Frente de Izquierda y los Trabajadores por el Socialismo | - Frente Amplio hacia la Unidad Latinoamericana | - MIJD                         | - PPR                         | - Confederación Lealtad Popular      |
| Misiones            | - MST          | - Partido Obrero   | - Frente de Izquierda y los Trabajadores por el Socialismo | - Frente Amplio hacia la Unidad Latinoamericana | - MIJD                         | - PPR                         | - Confederación Lealtad Popular      |
| Neuquén             | - MST          | - Partido Obrero   | - Frente de Izquierda y los Trabajadores por el Socialismo | - Frente Amplio hacia la Unidad Latinoamericana | —                              | - PPR                         | —                                    |
| Río Negro           | - MST          | - Partido Obrero   | - Frente de Izquierda y los Trabajadores por el Socialismo | - Frente Amplio hacia la Unidad Latinoamericana | - MIJD                         | - PPR                         | - Confederación Lealtad Popular      |
| Salta               | - MST          | - Partido Obrero   | - Frente de Izquierda y los Trabajadores por el Socialismo | - Frente Amplio hacia la Unidad Latinoamericana | - MIJD                         | - PPR                         | - Confederación Lealtad Popular      |
| San Juan            | - MST          | - Partido Obrero   | - Frente de Izquierda y los Trabajadores por el Socialismo | - Frente Amplio hacia la Unidad Latinoamericana | —                              | - PPR                         | —                                    |
| San Luis            | - MST          | - Partido Obrero   | - Frente de Izquierda y los Trabajadores por el Socialismo | - Frente Amplio hacia la Unidad Latinoamericana | - MIJD                         | - PPR                         | - Confederación Lealtad Popular      |
| Santa Cruz          | - MST          | - Partido Obrero   | - Frente de Izquierda y los Trabajadores por el Socialismo | - Frente Amplio hacia la Unidad Latinoamericana | - MIJD                         | - PPR                         | - Confederación Lealtad Popular      |
| Santa Fe            | - MST          | - Partido Obrero   | - Frente de Izquierda y los Trabajadores por el Socialismo | - Frente Amplio hacia la Unidad Latinoamericana | - MIJD                         | - PPR                         | - Confederación Lealtad Popular      |
| Santiago del Estero | - MST          | - Partido Obrero   | - Frente de Izquierda y los Trabajadores por el Socialismo | - Frente Amplio hacia la Unidad Latinoamericana | - MIJD                         | - PPR                         | —                                    |
| Tierra del Fuego    | - MST          | - Partido Obrero   | - Frente de Izquierda y los Trabajadores por el Socialismo | - Frente Amplio hacia la Unidad Latinoamericana | —                              | - PPR                         | —                                    |
| Tucumán             | - MST          | - Partido Obrero   | - Frente de Izquierda y los Trabajadores por el Socialismo | - Frente Amplio hacia la Unidad Latinoamericana | - MIJD                         | - PPR                         | - Confederación Lealtad Popular      |

### Galería

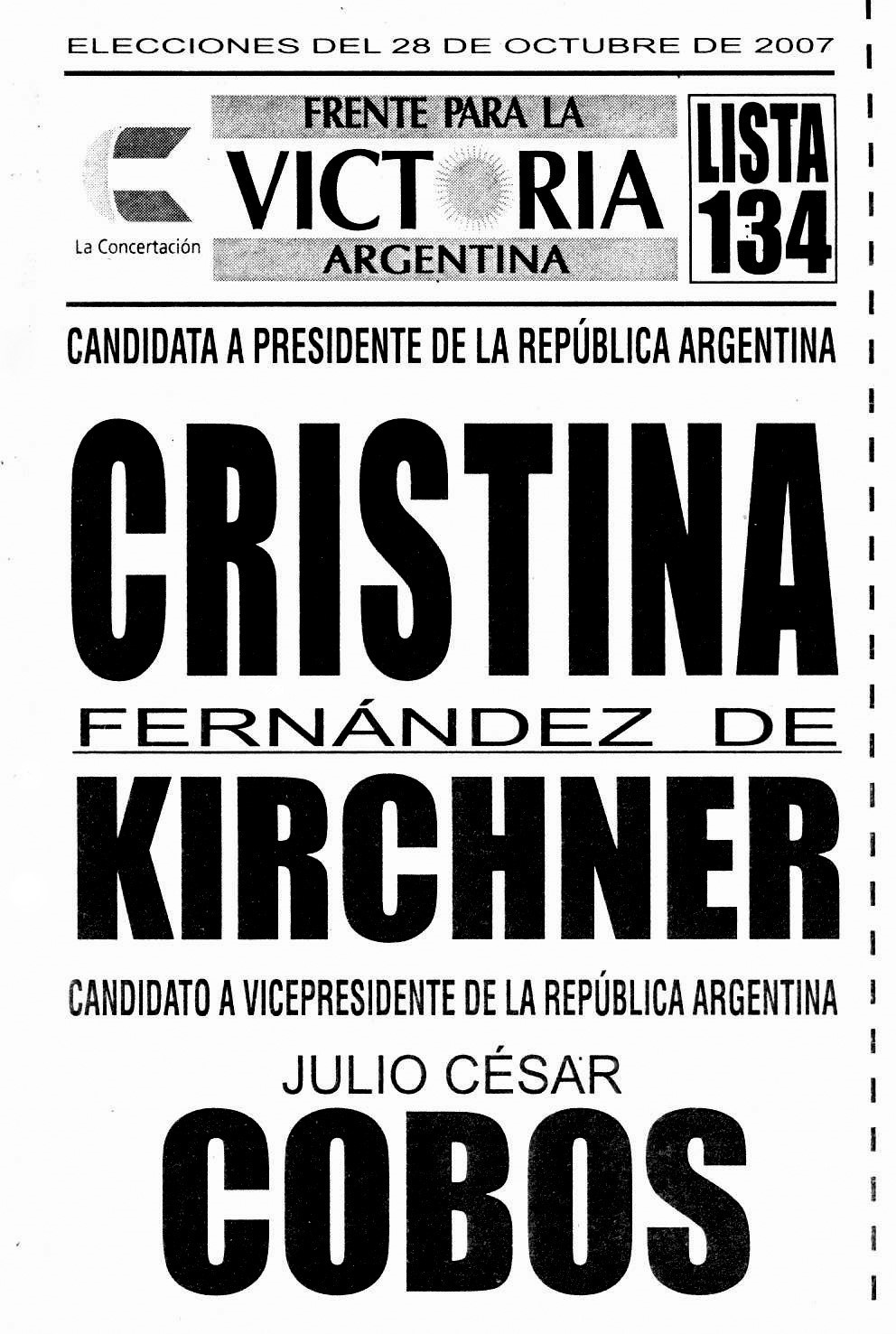
Frente para la Victoria
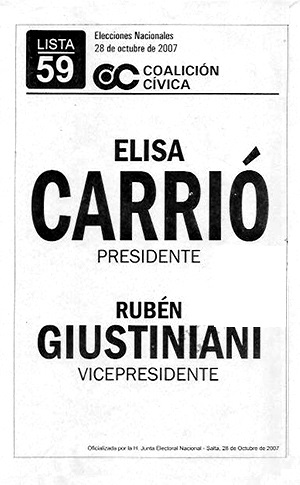
Coalición Cívica
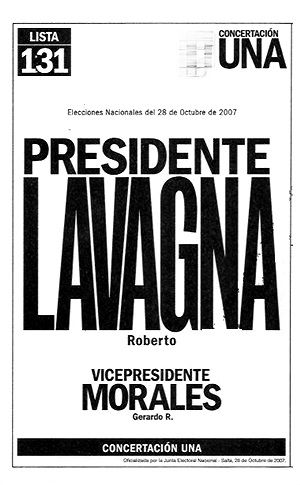
Una Nación Avanzada

## Encuestas de opinión

### Intención de voto
| Fecha                       | Encuestadora                | Kirchner FPV | Carrió CC | Lavagna UNA | Rodríguez Saá FREJULI | Otros | Blanco | Indeciso |
| --------------------------- | --------------------------- | ------------ | --------- | ----------- | --------------------- | ----- | ------ | -------- |
| Fecha                       | Encuestadora                |              |           |             |                       | Otros | Blanco | Indeciso |
| 2 de julio de 2007          | CEOP                        | 46,2         | 11,3      | 12,4        | —                     | 9     | —      | —        |
| 8 de julio de 2007          | OPSM                        | 48,2         | 10,6      | 11,9        | —                     | 5     | —      | —        |
| 13 al 19 de julio de 2007   | CEOP                        | 47,8         | 9,5       | 12          | —                     | 13,9  | —      | 17       |
| 23 de septiembre de 2007    | CEOP                        | 45,7         | 12,9      | 9,9         | 2,2                   | 14,1  | 5,6    | 9,6      |
| 23 de septiembre de 2007    | Hugo Haime                  | 47,1         | 12,9      | 12,9        | 5                     | 10,7  | 5,8    | 5,4      |
| 23 de septiembre de 2007    | Ricardo Rouvier & Asociados | 50,3         | 17,5      | 19,8        | 3,6                   | 8,8   | —      | —        |
| 23 de septiembre de 2007    | OPSM                        | 45,4         | 14        | 13,2        | 3,3                   | 10    | 3      | 11,1     |
| 28 de septiembre de 2007    | Poliarquía                  | 39,8         | 11,7      | 7,9         | 5                     | 6,5   | 6,4    | 24,7     |
| 16 de octubre de 2007       | Poliarquía                  | 40,9         | 14,5      | 10,8        | 7,2                   | —     | 6,4    | 13,2     |
| 13 al 23 de octubre de 2007 | Giacobbe & Asociados        | 42,6         | 30,8      | 17,8        | 7,1                   | 9,7   | —      | —        |
| 22 al 26 de octubre de 2007 | Poliarquía                  | 42,1         | 27,4      | 15          | 7,7                   | —     | —      | 8,6      |
| 22 al 26 de octubre de 2007 | Poliarquía                  | 44,7         | 25,8      | 14,3        | 8,4                   | —     | —      | —        |
| 26 de octubre de 2007       | OPSM                        | 47,2         | 25,8      | 19          | 6,5                   | 6,5   | —      | —        |
| 26 de octubre de 2007       | CEOP                        | 48/49        | 22/23     | 15/16       | 8/9                   | 5/9   | —      | —        |
| 26 de octubre de 2007       | Analogías                   | 49,1         | 27,8      | 13,3        | 7,8                   | 18,3  | —      | —        |
| 26 de octubre de 2007       | Carlos Fara                 | 46,6         | 22        | 11,1        | 6,7                   | 6     | —      | —        |
| 26 de octubre de 2007       | Ipsos Mora y Araujo         | 47,0         | 28        | 15          | 10                    | 15,2  | —      | —        |
| 26 de octubre de 2007       | Equis                       | 45,2         | 29,3      | 14,5        | 5,8                   | 6,8   | —      | —        |
| 26 de octubre de 2007       | Hugo Haime                  | 49,4         | 26        | 13,1        | 7,6                   | 9,9   | —      | —        |
|                             |                             |              |           |             |                       |       |        |          |
| 28 de octubre de 2007       | Elecciones Generales        | 45,29        | 27,05     | 17,81       | 5,64                  | 7,12  | 7,61   | —        |
|                             |                             |              |           |             |                       |       |        |          |

## Resultados

Resultados por departamento:
Kirchner/Cobos (73.05,%)
Carrió/Giustiniani (7,78%)
Lavagna/Morales (2,78%)
Rodríguez Saá/Maya (2,41%)
Sobisch/Asís (0,74%)
No votó (0,18%)

El escrutinio definitivo estableció que Cristina Fernández de Kirchner resultara elegida Presidenta de la Nación con el 45,29% de los votos. No fue necesaria la segunda vuelta electoral debido a que la Constitución Nacional (art. 97) establece que no deberá haberla cuando el ganador obtiene más del 45% o, en caso de no llegar a ese porcentaje, el 40% si existen al menos 10 puntos porcentuales de diferencia con la segunda fórmula. La candidata que alcanzó el segundo lugar superó el 23%.
Discriminado por distrito, Cristina Fernández de Kirchner ganó en 21 de los 24 (Buenos Aires, Catamarca, Corrientes, Chaco, Chubut, Entre Ríos, Formosa, Jujuy, La Pampa, La Rioja, Mendoza, Misiones, Neuquén, Río Negro, Salta, San Juan, Santa Cruz, Santa Fe, Santiago del Estero, Tucumán y Tierra del Fuego). En los tres restantes triunfaron Elisa Carrió (Capital Federal), Roberto Lavagna (Córdoba) y Alberto Rodríguez Saá (San Luis).
| Fórmula                        | Fórmula               | Partido o alianza     | Partido o alianza                                              | Partido o alianza                                              | Votos      | %     |
| Presidente                     | Vicepresidente        | Partido o alianza     | Partido o alianza                                              | Partido o alianza                                              | Votos      | %     |
| ------------------------------ | --------------------- | --------------------- | -------------------------------------------------------------- | -------------------------------------------------------------- | ---------- | ----- |
| Cristina Fernández de Kirchner | Julio Cobos           |                       | Frente para la Victoria                                        | Frente para la Victoria                                        | 8.652.293  | 45,28 |
| Elisa Carrió                   | Rubén Giustiniani     |                       | Coalición Cívica                                               | Coalición Cívica                                               | 4.403.642  | 23,05 |
| Roberto Lavagna                | Gerardo Morales       |                       | Concertación para Una Nación Avanzada                          | Concertación para Una Nación Avanzada                          | 3.230.236  | 16,91 |
| Alberto Rodríguez Saá          | Héctor María Maya     |                       | Frente Justicia, Unión y Libertad                              | Frente Justicia, Unión y Libertad                              | 1.459.174  | 7,64  |
| Fernando Solanas               | Ángel Cadelli         |                       | Partido Socialista Auténtico                                   | Partido Socialista Auténtico                                   | 301.543    | 1,58  |
| Ricardo López Murphy           | Esteban Bullrich      |                       | Recrear para el Crecimiento                                    | Recrear para el Crecimiento                                    | 273.406    | 1,43  |
| Jorge Sobisch                  | Jorge Asís            |                       |                                                                | El Movimiento de las Provincias Unidas                         | 152.448    | 0,82  |
| Jorge Sobisch                  | Jorge Asís            |                       | Unión Popular                                                  | 69.126                                                         | 0,26       |       |
| Jorge Sobisch                  | Jorge Asís            |                       | Movimiento de Acción Vecinal                                   | 36.831                                                         | 0,17       |       |
| Jorge Sobisch                  | Jorge Asís            |                       | Movimiento por la Dignidad y la Independencia                  | 9.987                                                          | 0,09       |       |
| Jorge Sobisch                  | Jorge Asís            |                       | Movimiento Independiente de Jubilados y Desocupados (Neuquén)  | 3                                                              | 0,00       |       |
| Jorge Sobisch                  | Jorge Asís            | Total Sobisch - Asís  | Total Sobisch - Asís                                           | Total Sobisch - Asís                                           | 268.401    | 1,40  |
| Vilma Ripoll                   | Héctor Bidonde        |                       | Movimiento Socialista de los Trabajadores                      | Movimiento Socialista de los Trabajadores                      | 142.528    | 0,74  |
| Néstor Pitrola                 | Gabriela Arroyo       |                       | Partido Obrero                                                 | Partido Obrero                                                 | 116.688    | 0,61  |
| José Montes                    | Héctor Heberling      |                       | Frente de Izquierda y los Trabajadores por el Socialismo       | Frente de Izquierda y los Trabajadores por el Socialismo       | 84.694     | 0,44  |
| Luis Ammann                    | Rogelio de Leonardi   |                       | Frente Amplio hacia la Unidad Latinoamericana                  | Frente Amplio hacia la Unidad Latinoamericana                  | 69.787     | 0,36  |
| Raúl Castells                  | Nina Pelozo           |                       | Movimiento Independiente de Jubilados y Desocupados (Nacional) | Movimiento Independiente de Jubilados y Desocupados (Nacional) | 48.878     | 0,25  |
| Gustavo Breide Obeid           | Héctor Vergara        |                       | Partido Popular de la Reconstrucción                           | Partido Popular de la Reconstrucción                           | 45.318     | 0,24  |
| Juan Ricardo Mussa             | Bernardo Nespral      |                       | Confederación Lealtad Popular                                  | Confederación Lealtad Popular                                  | 10.558     | 0,06  |
| Votos positivos                | Votos positivos       | Votos positivos       | Votos positivos                                                | Votos positivos                                                | 19.107.140 | 92,40 |
| Votos en blanco                | Votos en blanco       | Votos en blanco       | Votos en blanco                                                | Votos en blanco                                                | 1.331.011  | 6,44  |
| Votos anulados                 | Votos anulados        | Votos anulados        | Votos anulados                                                 | Votos anulados                                                 | 241.175    | 1,17  |
| Diferencia de actas            | Diferencia de actas   | Diferencia de actas   | Diferencia de actas                                            | Diferencia de actas                                            | 1          | 0,00  |
| Participación                  | Participación         | Participación         | Participación                                                  | Participación                                                  | 20.679.327 | 76,20 |
| Abstenciones                   | Abstenciones          | Abstenciones          | Abstenciones                                                   | Abstenciones                                                   | 6.458.392  | 23,80 |
| Electores registrados          | Electores registrados | Electores registrados | Electores registrados                                          | Electores registrados                                          | 27.137.536 | 100   |
| Fuentes:                       |                       |                       |                                                                |                                                                |            |       |

### Resultados por distrito
| Provincias ganadas por el Frente para la Victoria (21)          |
| Provincias ganadas por la Coalición Cívica (1)                  |
| Provincias ganadas por la Una Nación Avanzada (1)               |
| Provincias ganadas por el Frente Justicia, Unión y Libertad (1) |

| Provincia           | Fernández/Cobos (FPV) | Fernández/Cobos (FPV) | Carrió/Giustiniani (CC) | Carrió/Giustiniani (CC) | Lavagna/Morales (UNA) | Lavagna/Morales (UNA) | R. Saá/Maya (FREJULI) | R. Saá/Maya (FREJULI) | Otras fuerzas | Otras fuerzas | Blancos/Nulos | Blancos/Nulos | Participación | Participación |
| Provincia           | Votos                 | %                     | Votos                   | %                       | Votos                 | %                     | Votos                 | %                     | Votos         | %             | Votos         | %             | Votos         | %             |
| ------------------- | --------------------- | --------------------- | ----------------------- | ----------------------- | --------------------- | --------------------- | --------------------- | --------------------- | ------------- | ------------- | ------------- | ------------- | ------------- | ------------- |
| Buenos Aires        | 3.283.391             | 45,95                 | 1.862.932               | 26,00                   | 978.320               | 13,68                 | 455.924               | 6,38                  | 570.960       | 7,98          | 797.603       | 10,03         | 7.949.130     | 79,05         |
| Capital Federal     | 445.936               | 23,78                 | 708.323                 | 37,77                   | 344.896               | 18,39                 | 155.886               | 8,31                  | 220.178       | 11,74         | 76.033        | 3,90          | 1.951.252     | 75,54         |
| Catamarca           | 80.733                | 53,24                 | 16.380                  | 10,80                   | 31.303                | 20,64                 | 16.225                | 10,70                 | 6.992         | 4,61          | 9.076         | 5,65          | 160.709       | 66,44         |
| Chaco               | 244.723               | 49,52                 | 104.796                 | 21,21                   | 107.527               | 21,76                 | 19.938                | 4,03                  | 17.157        | 3,47          | 16.256        | 3,18          | 510.397       | 72,32         |
| Chubut              | 156.914               | 66,28                 | 42.896                  | 18,12                   | 22.923                | 9,68                  | 3.957                 | 1,67                  | 10.042        | 4,24          | 11.022        | 4,45          | 247.754       | 76,95         |
| Córdoba             | 386.155               | 23,84                 | 307.738                 | 19,00                   | 571.792               | 35,31                 | 237.896               | 14,69                 | 115.881       | 7,16          | 85.487        | 5,01          | 1.704.949     | 71,95         |
| Corrientes          | 233.078               | 54,12                 | 100.478                 | 23,33                   | 63.095                | 14,65                 | 21.799                | 5,06                  | 12.188        | 2,83          | 36.269        | 7,77          | 466.907       | 70,89         |
| Entre Ríos          | 294.472               | 45,52                 | 127.736                 | 19,75                   | 113.611               | 17,56                 | 67.531                | 10,44                 | 43.576        | 6,74          | 26.248        | 3,90          | 673.174       | 77,20         |
| Formosa             | 162.712               | 74,13                 | 17.500                  | 7,97                    | 32.093                | 14,62                 | 4.058                 | 1,85                  | 3.122         | 1,42          | 17.116        | 7,23          | 236.601       | 70,98         |
| Jujuy               | 168.927               | 61,90                 | 16.941                  | 6,21                    | 72.132                | 26,43                 | 5.139                 | 1,88                  | 9.751         | 3,57          | 37.201        | 12,00         | 310.091       | 75,12         |
| La Pampa            | 76.283                | 48,08                 | 31.814                  | 20,05                   | 21.584                | 13,61                 | 19.884                | 12,53                 | 9.079         | 5,72          | 33.602        | 17,48         | 192.246       | 81,42         |
| La Rioja            | 67.980                | 48,79                 | 8.454                   | 6,07                    | 22.008                | 15,80                 | 36.045                | 25,87                 | 4.844         | 3,48          | 22.989        | 14,16         | 162.320       | 76,77         |
| Mendoza             | 489.922               | 60,93                 | 102.903                 | 12,80                   | 147.102               | 18,29                 | 33.897                | 4,22                  | 30.238        | 3,76          | 88.089        | 9,87          | 892.151       | 78,14         |
| Misiones            | 303.227               | 69,28                 | 36.103                  | 8,25                    | 67.528                | 15,43                 | 23.758                | 5,43                  | 7.098         | 1,62          | 64.474        | 12,84         | 502.188       | 75,67         |
| Neuquén             | 93.307                | 37,19                 | 54.940                  | 21,90                   | 24.873                | 9,91                  | 9.000                 | 3,59                  | 68.759        | 27,41         | 30.578        | 10,86         | 281.457       | 76,94         |
| Río Negro           | 159.786               | 56,85                 | 49.765                  | 17,70                   | 33.583                | 11,95                 | 9.602                 | 3,42                  | 28.354        | 10,09         | 14.414        | 4,88          | 295.504       | 74,99         |
| Salta               | 379.025               | 75,77                 | 33.393                  | 6,68                    | 61.040                | 12,20                 | 7.244                 | 1,45                  | 19.528        | 3,90          | 43.414        | 7,99          | 543.644       | 72,22         |
| San Juan            | 178.202               | 58,24                 | 25.794                  | 8,43                    | 72.193                | 23,59                 | 21.115                | 6,90                  | 8.667         | 2,83          | 12.819        | 4,02          | 318.790       | 72,61         |
| San Luis            | 24.944                | 11,62                 | 24.513                  | 11,42                   | 12.530                | 5,84                  | 146.386               | 68,18                 | 6.332         | 2,95          | 7.717         | 3,47          | 222.422       | 76,87         |
| Santa Cruz          | 78.629                | 68,46                 | 20.374                  | 17,74                   | 11.966                | 10,42                 | 1.926                 | 1,68                  | 1.966         | 1,71          | 7.719         | 6,30          | 122.580       | 76,27         |
| Santa Fe            | 606.361               | 35,50                 | 582.165                 | 34,08                   | 282.702               | 16,55                 | 131.663               | 7,71                  | 105.237       | 6,16          | 84.879        | 4,73          | 1.793.007     | 76,95         |
| Santiago del Estero | 271.156               | 79,48                 | 30.050                  | 8,81                    | 19.890                | 5,83                  | 6.803                 | 1,99                  | 13.270        | 3,89          | 13.965        | 3,93          | 355.134       | 63,49         |
| Tierra del Fuego    | 31.832                | 54,60                 | 15.414                  | 26,44                   | 6.802                 | 11,67                 | 2.126                 | 3,65                  | 2.122         | 3,64          | 3.934         | 6,32          | 62.230        | 70,53         |
| Tucumán             | 434.598               | 62,68                 | 82.240                  | 11,86                   | 108.743               | 15,68                 | 21.372                | 3,08                  | 46.454        | 6,70          | 31.283        | 4,32          | 724.690       | 76,21         |
| Total               | 8.652.293             | 45,29                 | 4.403.642               | 23,04                   | 3.230.236             | 16,91                 | 1.459.174             | 7,64                  | 1.361.795     | 7,12          | 1.572.187     | 7,60          | 20.679.327    | 76,20         |

## Galería

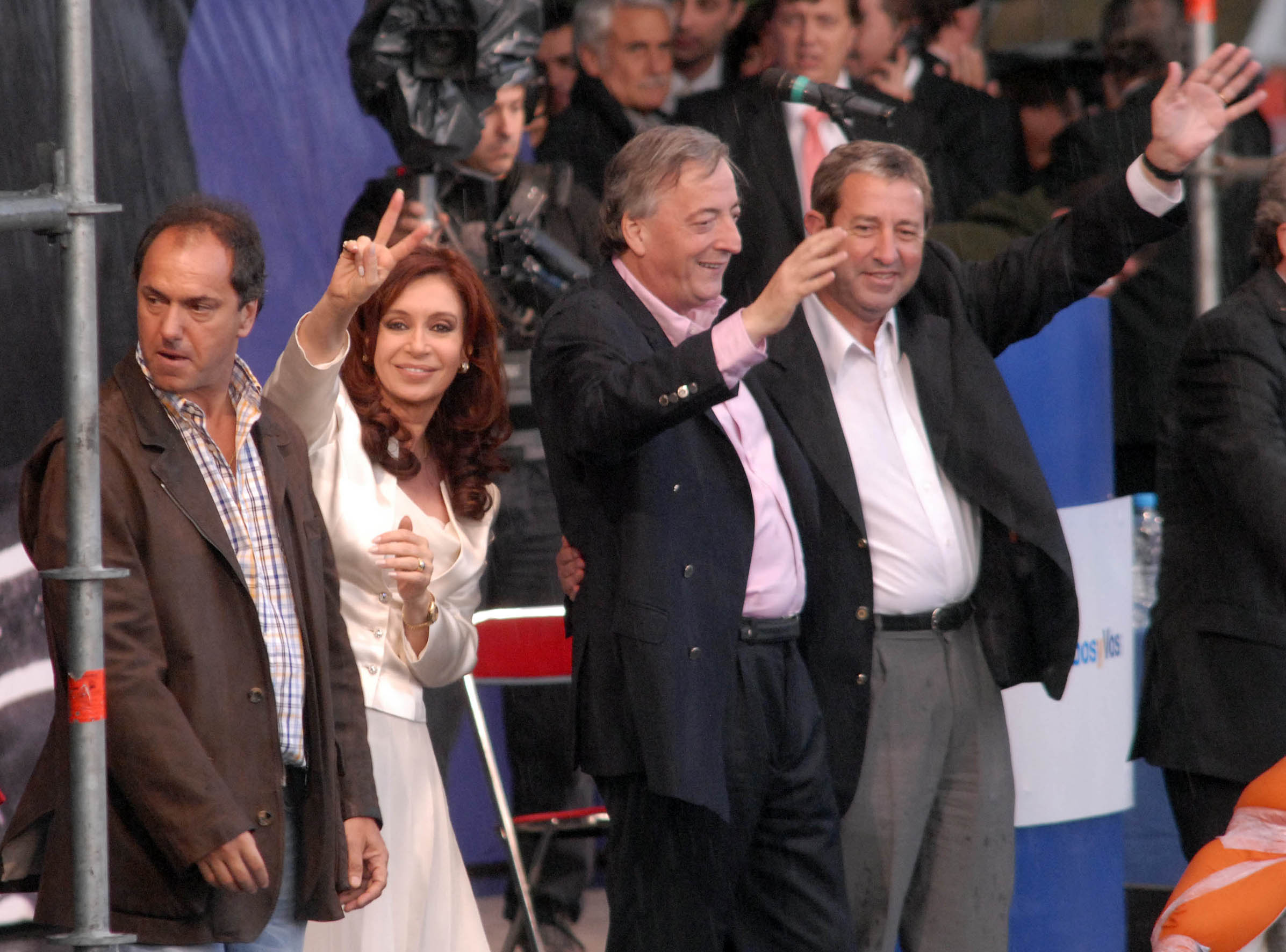
Senadora Cristina Fernández de Kirchner de Buenos Aires Frente para la Victoria
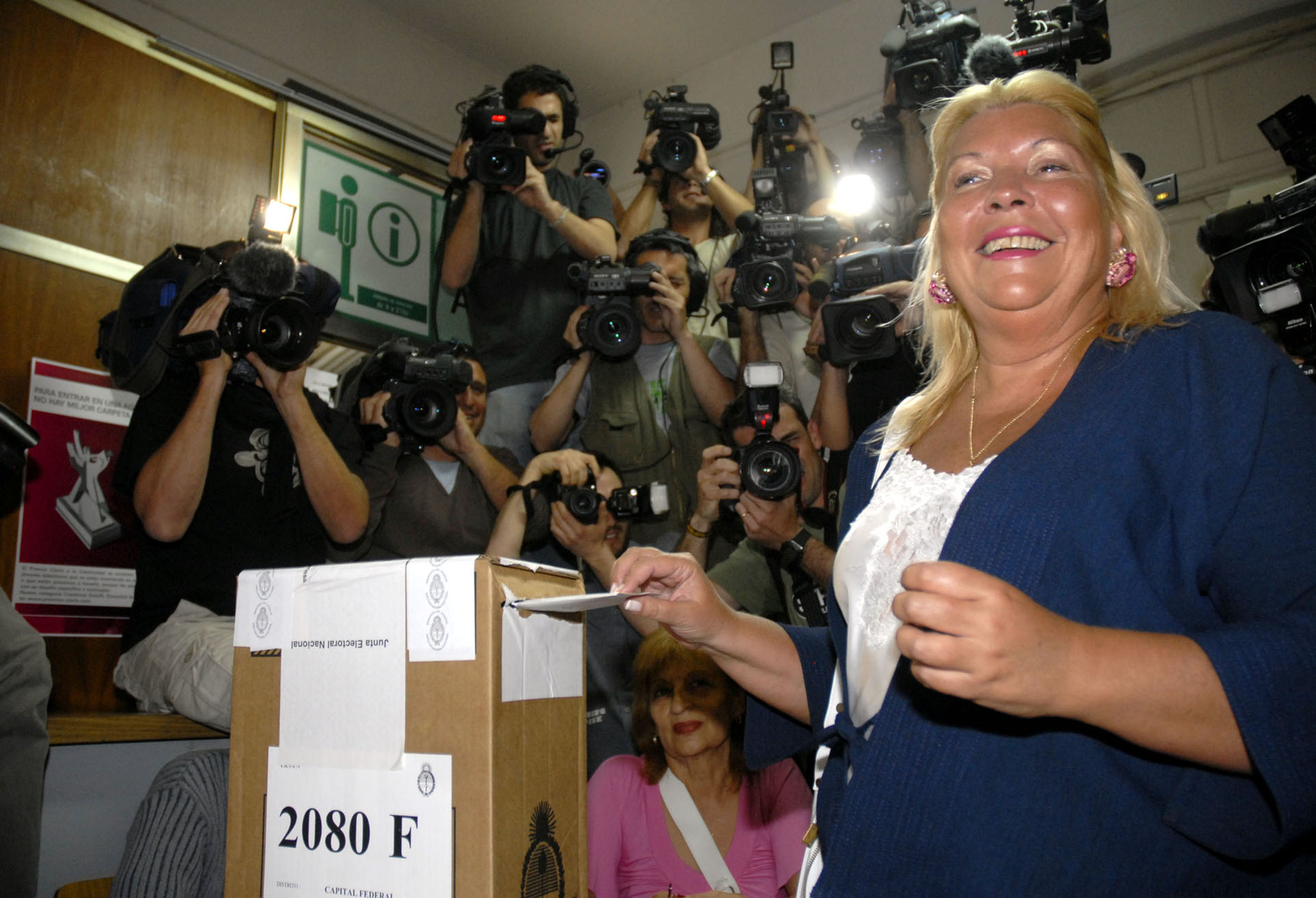
Ex Diputada Elisa Carrió de Capital Federal Coalición Cívica
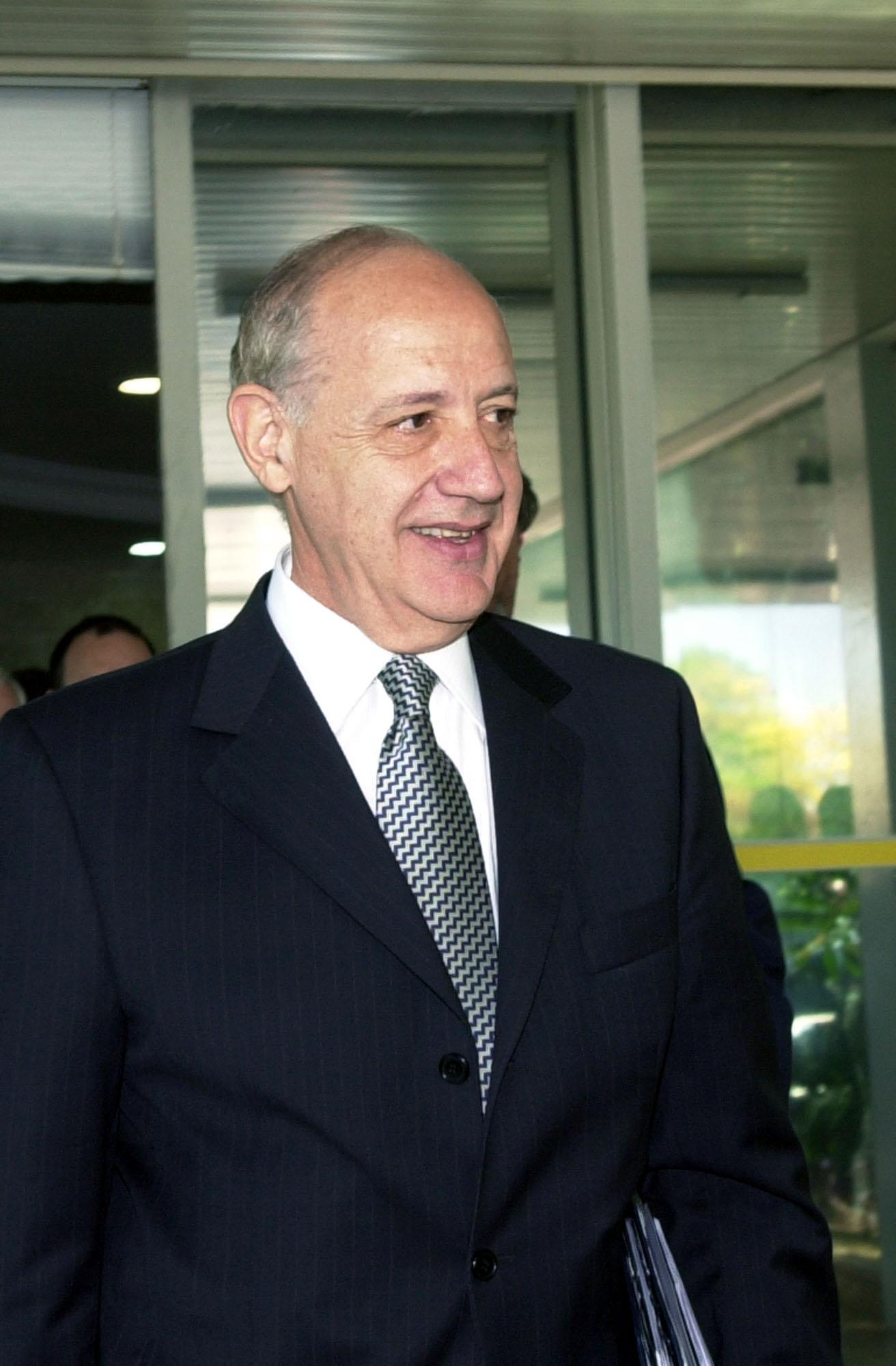
Ex Ministro de Economía Roberto Lavagna de Buenos Aires Una Nación Avanzada
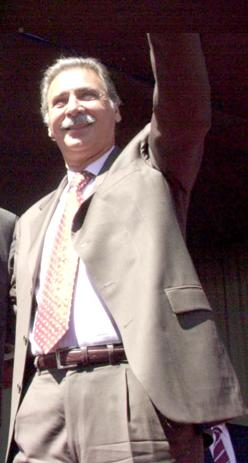
Gobernador Jorge Sobisch de NeuquénEl Movimiento de las Provincias Unidas
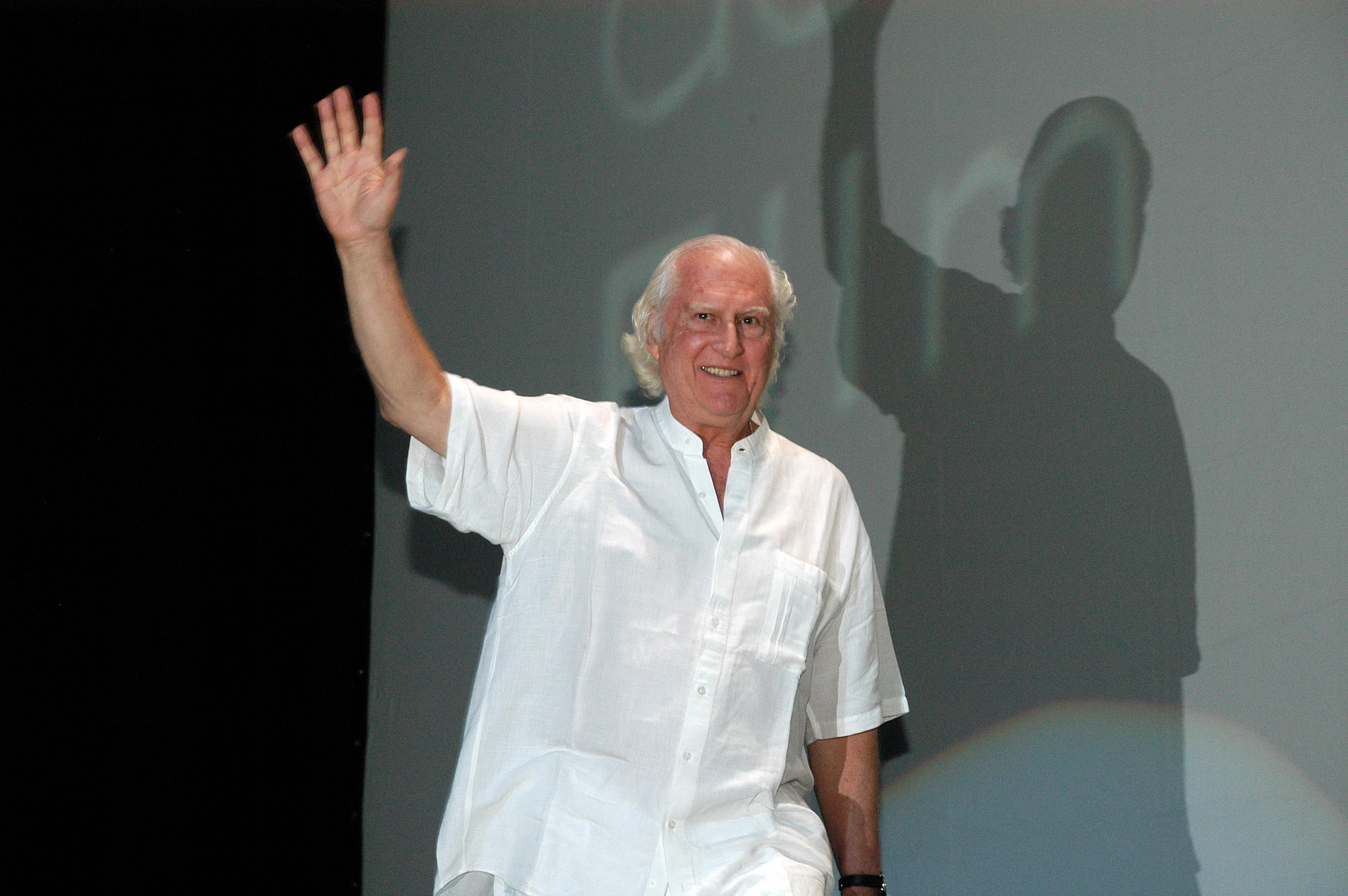
Ex Diputado Pino Solanas de Buenos Aires Alianza Proyecto Sur
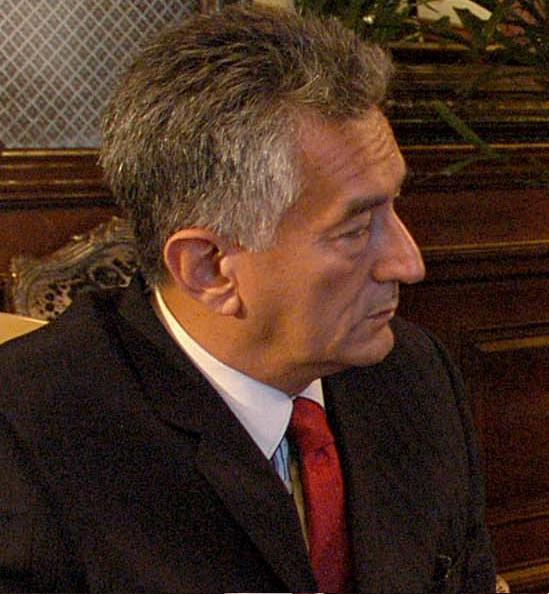
Gobernador Alberto Rodríguez Saá de San Luis Frente Justicia y Lealtad